# 松克
松克（匈牙利語：Szank）是匈牙利南部巴奇-基什孔州所辖的一个村，总面积74.83平方公里，总人口2622，人口密度35.03人/平方公里（2005年）。地理坐标为46°33′14″N 19°40′01″E。